# Божурлука
Божурлука е защитена местност в България. Намира се в землището на село Горна Студена, област Велико Търново.
Защитената местност е с площ 3,89 ha. Обявена е на 3 октомври 1974 г. с цел опазване на теснолистен божур.
В защитената местност се забраняват:
- сеченето, кастренето и повреждането на дърветата, а също и изкореняване на всякакви растения;
- пашата на добитък през всяко време;
- преследването на диви животни, птици и техните малки и разваляне на гнездата или леговищата им;
- разкриването на кариери за камък, пясък или пръст, увреждането или изменението на естествения облик на местността, включително и на водните течения;
- чупенето, драскането и повреждането по какъвто и да е начин на скалните и земни образувания, на сталактитите и други формации в пещерите;
- извеждането на голи и интензивни главни сечи.[1]

Разрешава се извеждането на санитарна сеч и отсичането на престарели и с влошени декоративни качества дървета.